# La estrecha

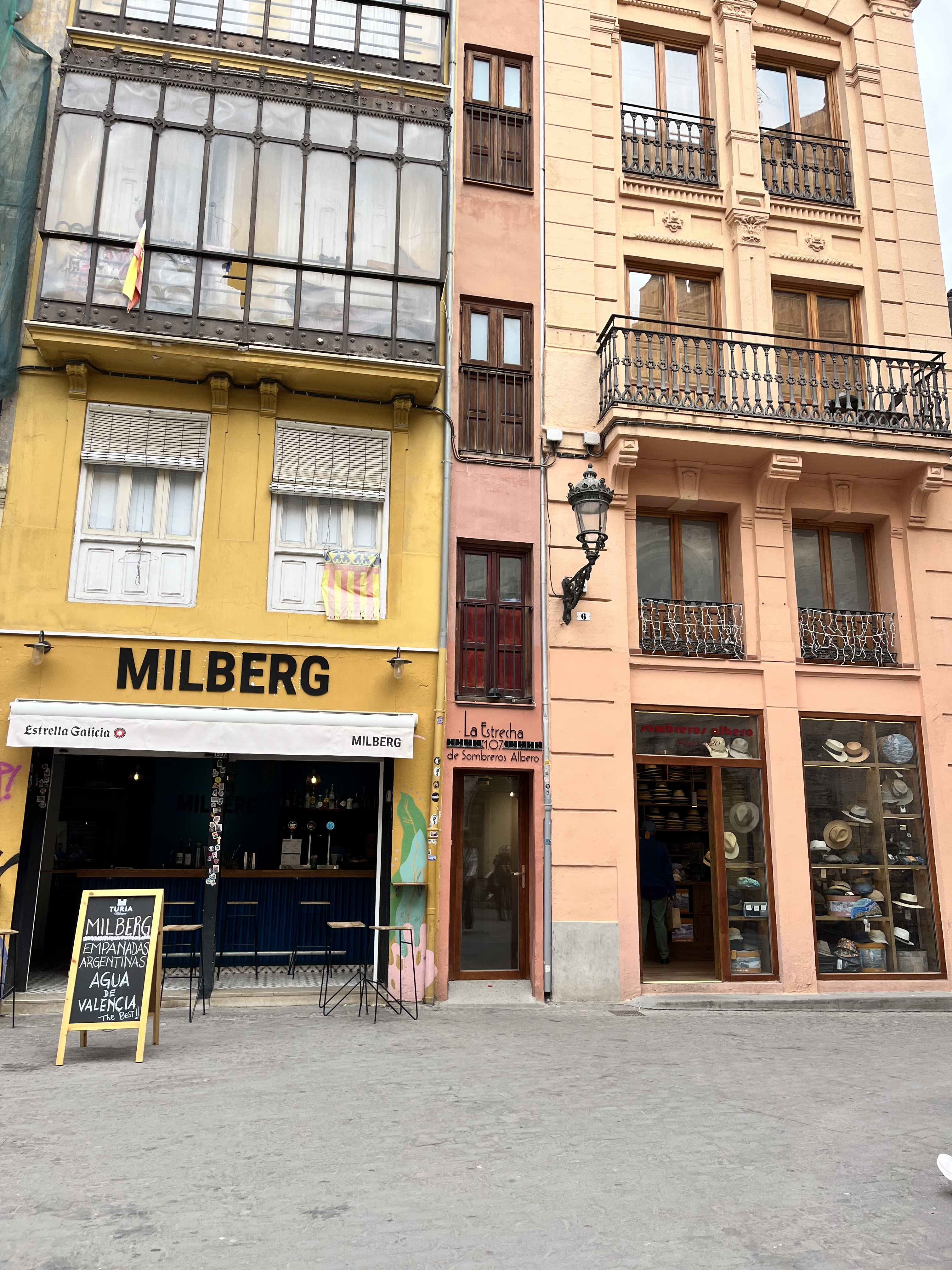
La Estrecha, de 107cm de anchura, la fachada más estrecha de la ciudad

La estrecha es una finca cuya longitud no sobrepasa los 107 centímetros de ancho y se encuentra en el corazón de la capital valenciana, en la Plaza Lope de Vega, número 6, detrás de Santa Catalina y de la plaza Redonda.
En sus orígenes fue una joyería y la familia que la regentaba vivía en los pisos superiores. También fue una tienda de regalos y un quiosco. Desde el 2015, la finca pertenecía al bar de al lado "La Estrecha" por lo que se derribaron los muros y se conservó el suelo original. En 2020 el local cerró por motivo de la pandemia de covid. 
La estructura de la casa en sus inicios tenía una escalera estrecha de caracol donde se ascendía a cada parte de la casa que habitaba una familia. El primer piso era el comedor, el segundo un baño y el tercero un comedor. 
A día de hoy, solo se respeta la fachada que mantiene una apariencia falseada y ya en los años 80, el interior de la finca se unió a uno de los edificios colindantes.  